# Križarke razreda Orlan
Razred Orlan (rusko Крейсера проекта 1144 Орлан, Krejsera projekta 1144 Orlan – morski orel) je razred štirih težkih jedrskih raketnih križark Sovjetske in Ruske vojne mornarice. Za letalonosilkami so največje vojne ladje trenutno v uporabi in so po velikosti podobne bojnim ladjam iz prve svetovne vojne ter manjše od bojnih ladij iz druge svetovne vojne. Sprva je bilo načrtovanih pet ladij, vendar je bila zadnja preklicana. Trenutno je aktivna samo ladja Pjotr Veliki, Admiral Nahimov je v postopku modernizacije, dve ladji pa sta upokojeni.

## Zgodovina
Konstruiranje je prevzel Severni projektno-konstruktorski biro iz Leningrada pod vodstvom Borisa Kupenskega. Od sedmih prvotno načrtovanih ladij so bile v Baltiški ladjedelnici zgrajene štiri, gradnja ene, je bila prekinjena, gredelj zadnjih dveh – Rossije in Varjaga pa ni bil nikoli položen.
Razred je bil zgrajen z namenom uničevanja udarnih skupin letalonosilk Ameriške vojne mornarice na odprtem morju. Glavna oborožitev je dvajset protiladijskih izstrelkov P-700 Granit, s 96 izstrelki za zračno obrambo dolgega dosega S-300F(M) Fort in močno protipodmorniško oborožitvijo pa je ladja na poti proti grupacijam sovražnikovih plovil zaščitena pred vsemi skupinami groženj.
Ladje razreda Orlan so edine ladje Sovjetske in Ruske vojne mornarice na jedrski pogon. Ta jim omogoča neomejen doseg, vendar pri največji hitrosti 20 vozlov, za polno hitrost 32 vozlov je pa potrebna tudi uporaba plinske turbine. Pogon zagotavljata dva jedrska reaktorja VM-16 s parnima turbinama KN-3. Jedrski reaktor KN-3 je bil razvit v biroju OKBM Afrikantov na podlagi jedrskega reaktorja OK-900 za ledolomilce. Gre za tlačnovodni reaktor z gorivnimi celicami iz visoko obogatenega (70 %) urana (izdelanimi v strojni tovarni v Elektrostalu, Moskovska oblast), kar omogoča polnjenje vsakih deset–enajst let in zagotavlja 171 MW termalne moči. Hladilni sistem jedrskega reaktorja sestavljata dva kroga. V prvem je destilirana voda, ki deluje tudi kot moderator in kroži skozi sredico reaktorja pri velikem pritisku (okrog 200 atmosfer), v drugem pa vodna para, ki poganja turbine. Električno energijo zagotavljajo štiri parni turbogeneratorji moči 3 MW in štiri plinski turbogeneratorji moči 1,5 MW tovarne Proletarski zavod, Sankt Peterburg.
Ladje so oborožene z dvajsetimi izstrelki Granit (avtor Znanstveno-proizvajalno združenje strojegradnje, glavni konstruktor Vladimir Čelomej), ki so shranjeni v izstrelitvenih celicah SM-233 (izdelani v Leningrajskem metalurškem zavodu) pod palubo pod kotom 60°. Ob izstrelitvi tehtajo 7 t, od tega predstavlja bojna glava 750 kg (jedrska 500 kt ali visokoeksplozivna). Letijo po profilu trajektorije nizko–visoko–nizko (dvignejo se na višino 14–17 km in se nato spustijo na 25 m) z največjo hitrostjo 2,5 Mach in do največje razdalje 625 km. Izstrelke poganja turboventilatorski motor na trdo gorivo KR-93 (avtor Strojna tovarna Ufa pod vodstvom Sergeja Gavrilova). Posebnost izstrelkov je za 1970-ta leta zelo napredna tehnologija vodenja.A Ko izstrelki zapustijo ladjo, z njo ne komunicirajo več, obstaja pa med njimi podatkovna povezava (datalink), zaradi česar je mogoče govoriti o zgodnji obliki umetne inteligence. En izmed izstrelkov se nato dvigne na večjo višino in prevzame vlogo vodje (v primeru, da je sestreljen, to vlogo prevzame drugi izstrelek). Ta s svojim radarjem usmerja ostale k skupini ladij. Izstrelki lahko prepoznajo različne tipe ladij (letalonosilke, križarke, rušilci ali fregate) in se v ustreznem številu razdelijo na posamezni cilj (letalonosilka – štiri izstrelki, manjše ladje – en izstrelek), hkrati pa prvi napad izvede izstrelek namenjen ladji, ki je najbolj oddaljena od središča skupine ladij.
Ladja Admiral Nahimov bo po modernizaciji oborožena z manevrirnimi izstrelki 3M-54 Kalibr, P-800 Oniks, 3M-22 Cirkon in 91-R1 Otvet.
Za ladje razreda Orlan je značilen izjemno močan aktivni sonarski sistem MGK-355 Polinom, ki oddaja dolge signale na nizkih in srednjih frekvencah in tako odkrije podmornice v bližini in določi njihovo oddaljenost in smer gibanja. Polinom je še posebej učinkovit v plitkejših vodah. Nameščen je bil tudi na letalonosilkah razreda Admiral Kuznjecov in rušilcih razreda Fregat.
Helikopterji na ladjah v razredu Ka-27 predstavljajo nadgradnjo predhodnega helikopterja Ka-25, ki je bil prvi sovjetski helikopter, ki je omogočal čezhorizontsko ciljanje in prenos podatkov manevrirnim izstrelkom.

## Enote
| Ime                                                                                       | Ime po           | Ladjedelnica                     | Gredelj položen | Splavljena        | Predana           | Stanje                                     |
| ----------------------------------------------------------------------------------------- | ---------------- | -------------------------------- | --------------- | ----------------- | ----------------- | ------------------------------------------ |
| Kirov (prej Admiral Ušakov)                                                               | Fjodor Ušakov    | Baltiška ladjedelnica, Leningrad | 27. marec 1974  | 26. december 1977 | 30. december 1980 | Upokojena, razrez po 2021                  |
| Admiral Lazarev (prej Frunze)                                                             | Mihail Lazarev   | Baltiška ladjedelnica, Leningrad | 27. julij 1978  | 26. maj 1981      | 31. oktober 1984  | Razrez začet aprila 2021                   |
| Admiral Nahimov (prej Kalinin)                                                            | Pavel Nahimov    | Baltiška ladjedelnica, Leningrad | 17. maj 1983    | 25. april 1986    | 30. december 1988 | V modernizaciji 2006–2023 za Severno floto |
| Pjotr Veliki (prej Kujbišev, Jurij Andropov)                                              | Peter Veliki     | Baltiška ladjedelnica, Leningrad | 11. marec 1986  | 29. april 1989    | 9. april 1998     | Aktivna v Severni floti                    |
| Admiral flota Sovjetskogo sojuza Kuznecov (prej Dzeržinski, prej Oktjabrskaja Revolucija) | Nikolaj Kuznecov | Baltiška ladjedelnica, Leningrad | 9. maj 1989     |                   |                   | Preklicana 4. oktobra 1990                 |